# Johan Larsson Sparre
Johan Larsson Sparre est un noble suédois né le 20 octobre 1551 à Örebro et mort le 16 mai 1599 à Kalmar.

## Biographie
Johan Larsson Sparre est le fils de Lars Siggesson Sparre et de son épouse Britta Turesdotter Trolle. Son père exerce la charge de Grand maréchal sous le règne de Gustave Vasa. En 1581, il participe à la campagne de Pontus de la Gardie contre les Russes, et reçoit le titre honorifique de hovjunkare en 1586.
En 1587, Johan Larsson Sparre épouse Margareta Brahe. Durant leurs fiançailles, il entretient une relation avec une noble allemande qui tombe enceinte. Furieux, le père de Margareta, le Grand sénéchal Per Brahe, menace d'annuler les fiançailles. Erik (sv), le frère aîné de Johan, qui est marié à une autre fille de Brahe, parvient à jouer les médiateurs entre eux et le mariage a finalement lieu.
À la mort du roi Jean III, en 1592, Sparre est envoyé en Livonie, en Estonie et en Finlande pour y recevoir les serments d'allégeance au nouveau roi Sigismond. Fidèle à Sigismond durant la guerre civile de 1598-1599, il reçoit la charge du château de Kalmar. Vaincu à Stångebro (sv) en septembre 1598, Sigismond s'enfuit en Pologne ; Sparre met le château en état de défense en attendant son retour. En mars 1599, après deux mois de siège, les troupes du duc Charles le prennent d'assaut. Sparre et ses lieutenants Christoffer Andersson Grip (sv) et Lars Andersson Rålamb (sv) sont décapités sans autre forme de procès et leurs têtes sont exposées sur des piques aux portes de Kalmar.
Son frère aîné, Erik est Grand chancelier de Suède de 1593 à 1600.